# Кономор ап Тутвал
Кономор ап Тутвал (корн. Conomor ap Tutwal; 395—435) — король Думнонії (410—435).

## Біографія
Згідно з валлійськими переказами, Кономор був сином Тутвала ап Гворемора і Граціанни. Таким чином він був онуком Магна Максима.
Столицею Думноніі в цей час був замок Кастлдор поблизу Лантіана. Кономор є одним з можливих прототипів короля Марка з середньовічного роману «Трістан та Ізольда».
У 435 році Кономор ап Тутвал помер і новим королем Думнонії став його син Костянтин.